# Livry-Louvercy
Pour les articles homonymes, voir Livry.
Livry-Louvercy est une commune française, située dans le département de la Marne en région Grand Est.

## Géographie

### Description
Livry-Louvercy a été constitué le 1er septembre 1964 par la fusion de deux villages situés sur les rives de la Vesle, Livry-sur-Vesle et Louvercy.
C'est un village périurbain de la Marne, situé à 27 km au sud-est de Reims, 17 km au nord de Châlons-en-Champagne et à environ 150 km au nord-est de Paris, desservi par l'ancienne route nationale 394 (actuelle RD 994) et son territoire est limité au sud-ouest par l'ancienne route nationale 44 (RD 944). Il est traversé par la LGV Est européenne.
Il est limitrophe du camp de Châlons, souvent appelé camp de Mourmelon.

### Communes limitrophes
| Les Petites-Loges | Sept-Saulx,Mourmelon-le-Petit | Mourmelon-le-Grand |
| Billy-le-Grand    | Livry-Louvercy                |                    |
| Vaudemange        | Les Grandes-Loges             | Bouy               |

### Hydrographie

#### Réseau hydrographique
La commune est dans la région hydrographique « la Seine du confluent de l'Oise (inclus) à l'embouchure » au sein du bassin Seine-Normandie. Elle est drainée par la Vesle,.
La Vesle, d'une longueur de 139 km, prend sa source dans la commune de Somme-Vesle et se jette  dans l'Aisne à Ciry-Salsogne, après avoir traversé 52 communes. Les caractéristiques hydrologiques de la Vesle sont données par la station hydrologique située sur la commune de Livry-Louvercy. Le débit moyen mensuel est de 1,57 m3/s. Le débit moyen journalier maximum est de 8,3 m3/s, atteint lors de la crue du 19 janvier 1968. Le débit instantané maximal est quant à lui de 7,91 m3/s, atteint le 1er février 2018.

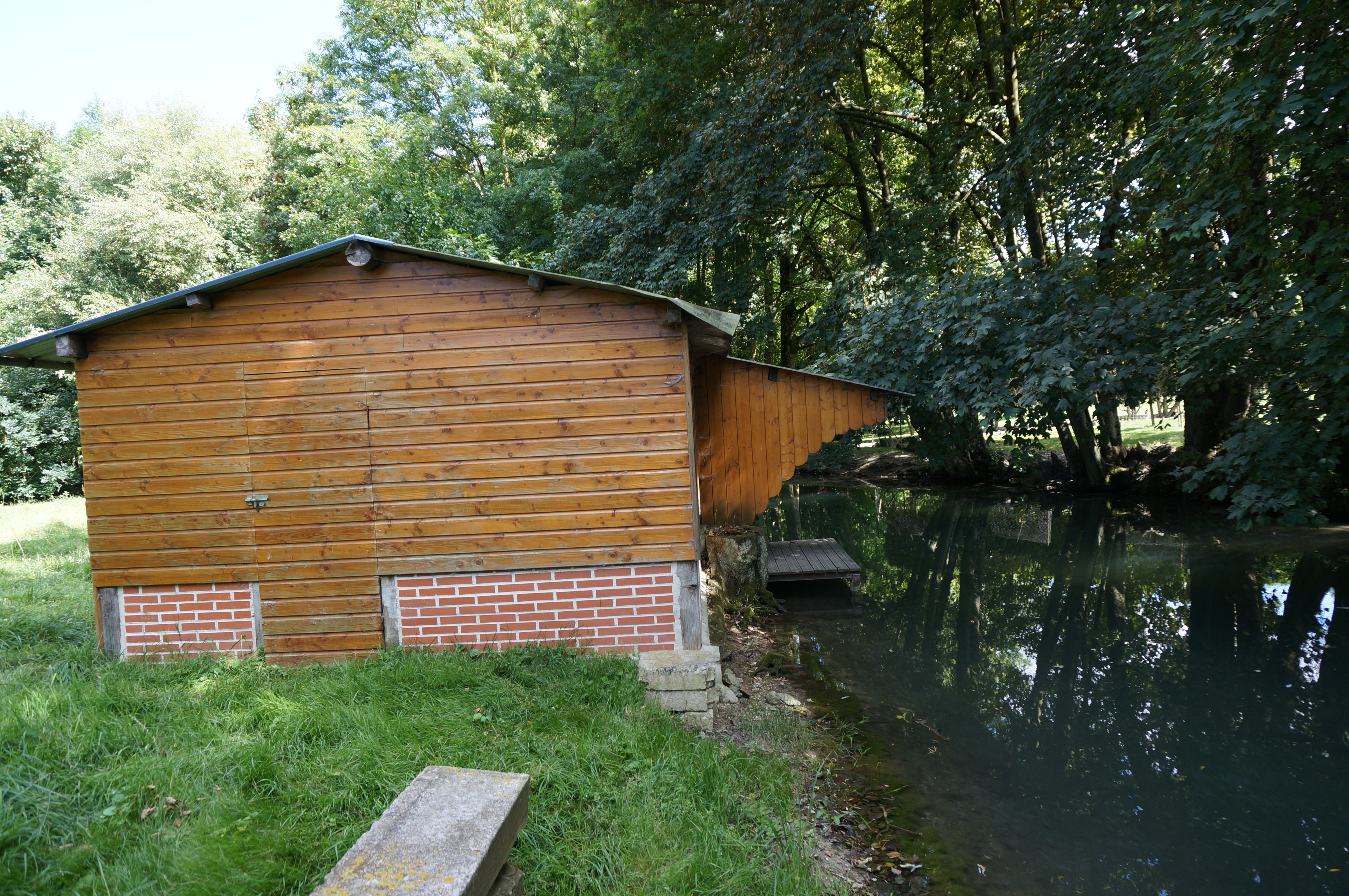
Lavoir sur la Vesle.
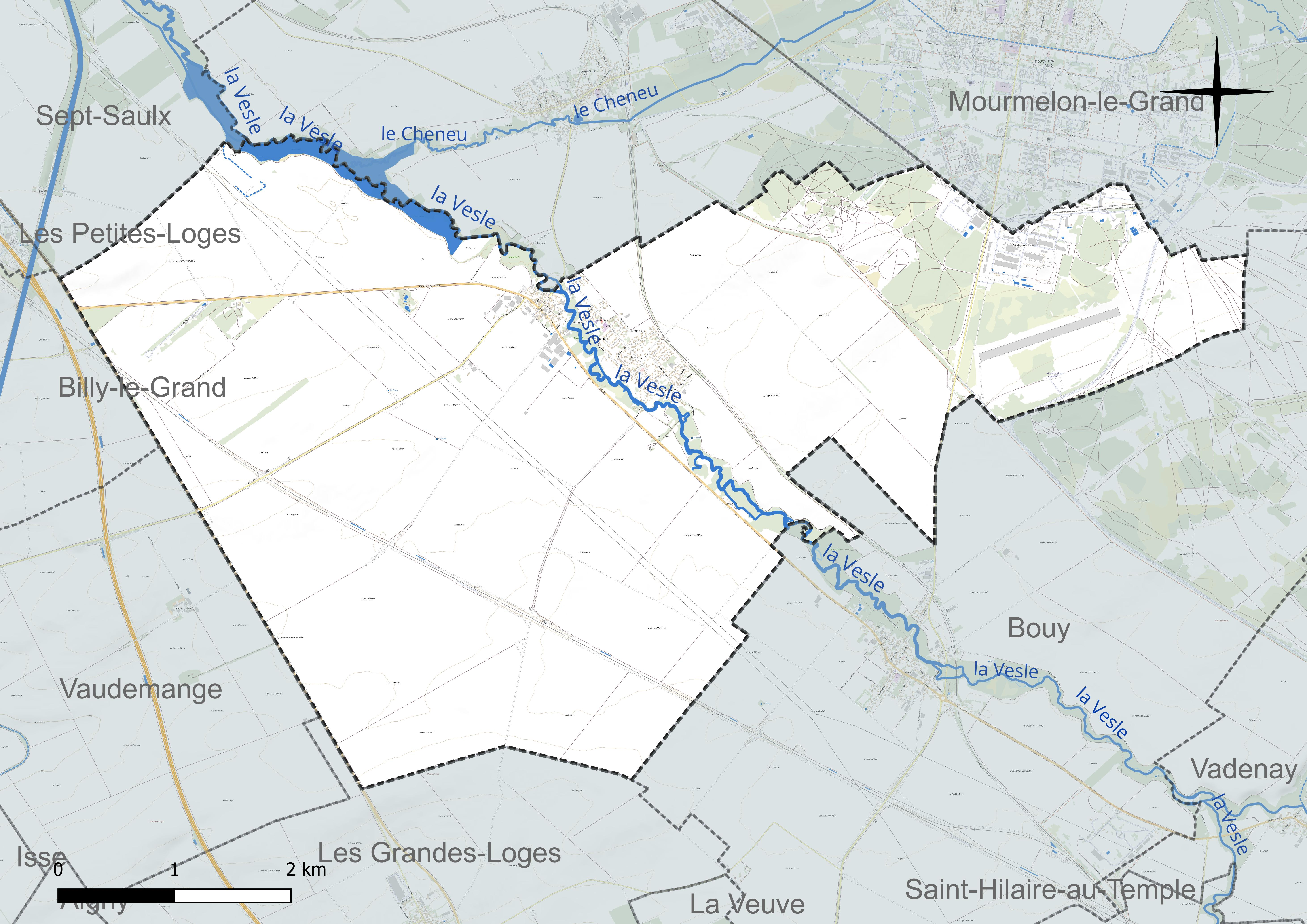
Réseau hydrographique de Livry-Louvercy.

#### Gestion et qualité des eaux
Le territoire communal est couvert par le schéma d'aménagement et de gestion des eaux (SAGE) « Aisne Vesle Suippe ». Ce document de planification, dont le territoire s’étend sur 3 096 km2 répartis sur trois départements (Aisne, Marne et Ardennes) et deux régions (Champagne-Ardenne et Picardie), a été approuvé le 16 décembre 2013. La structure porteuse de l'élaboration et de la mise en œuvre est le Syndicat d’aménagement des bassins Aisne Vesle Suippe (SIABAVES).
La qualité des cours d’eau peut être consultée sur un site dédié géré par les agences de l’eau et l’Agence française pour la biodiversité.

### Climat
Pour des articles plus généraux, voir Climat du Grand Est et Climat de la Marne.
En 2010, le climat de la commune est de type climat océanique dégradé des plaines du Centre et du Nord, selon une étude du Centre national de la recherche scientifique s'appuyant sur une série de données couvrant la période 1971-2000. En 2020, Météo-France publie une typologie des climats de la France métropolitaine dans laquelle la commune est exposée à un climat océanique altéré et est dans la région climatique  Nord-est du bassin Parisien, caractérisée par un ensoleillement médiocre, une pluviométrie moyenne régulièrement répartie au cours de l’année et un hiver froid (3 °C).
Pour la période 1971-2000, la température annuelle moyenne est de 10,2 °C, avec une amplitude thermique annuelle de 15,7 °C. Le cumul annuel moyen de précipitations est de 680 mm, avec 11 jours de précipitations en janvier et 8,3 jours en juillet. Pour la période 1991-2020, la température moyenne annuelle observée sur la station météorologique de Météo-France la plus proche, « Mourmelon-grand », sur la commune de Mourmelon-le-Grand à 5 km à vol d'oiseau, est de 10,6 °C et le cumul annuel moyen de précipitations est de 651,4 mm. 
La température maximale relevée sur cette station est de 41,3 °C, atteinte le 25 juillet 2019 ; la température minimale est de −19,7 °C, atteinte le 7 février 2012,,.
Les paramètres climatiques de la commune ont été estimés pour le milieu du siècle (2041-2070) selon différents scénarios d'émission de gaz à effet de serre à partir des nouvelles projections climatiques de référence DRIAS-2020. Ils sont consultables sur un site dédié publié par Météo-France en novembre 2022.

## Urbanisme

### Typologie
Au 1er janvier 2024, Livry-Louvercy est catégorisée bourg rural, selon la nouvelle grille communale de densité à sept niveaux définie par l'Insee en 2022.
Elle est située hors unité urbaine. Par ailleurs la commune fait partie de l'aire d'attraction de Reims, dont elle est une commune de la couronne,. Cette aire, qui regroupe 294 communes, est catégorisée dans les aires de 200 000 à moins de 700 000 habitants,.

### Occupation des sols
L'occupation des sols de la commune, telle qu'elle ressort de la base de données européenne d’occupation biophysique des sols Corine Land Cover (CLC), est marquée par l'importance des territoires agricoles (79,7 % en 2018), une proportion sensiblement équivalente à celle de 1990 (79,9 %). La répartition détaillée en 2018 est la suivante : 
terres arables (78,4 %), milieux à végétation arbustive et/ou herbacée (9,6 %), forêts (6,5 %), zones urbanisées (2,2 %), zones industrielles ou commerciales et réseaux de communication (1,9 %), zones agricoles hétérogènes (0,8 %), prairies (0,5 %). L'évolution de l’occupation des sols de la commune et de ses infrastructures peut être observée sur les différentes représentations cartographiques du territoire : la carte de Cassini (XVIIIe siècle), la carte d'état-major (1820-1866) et les cartes ou photos aériennes de l'IGN pour la période actuelle (1950 à aujourd'hui).

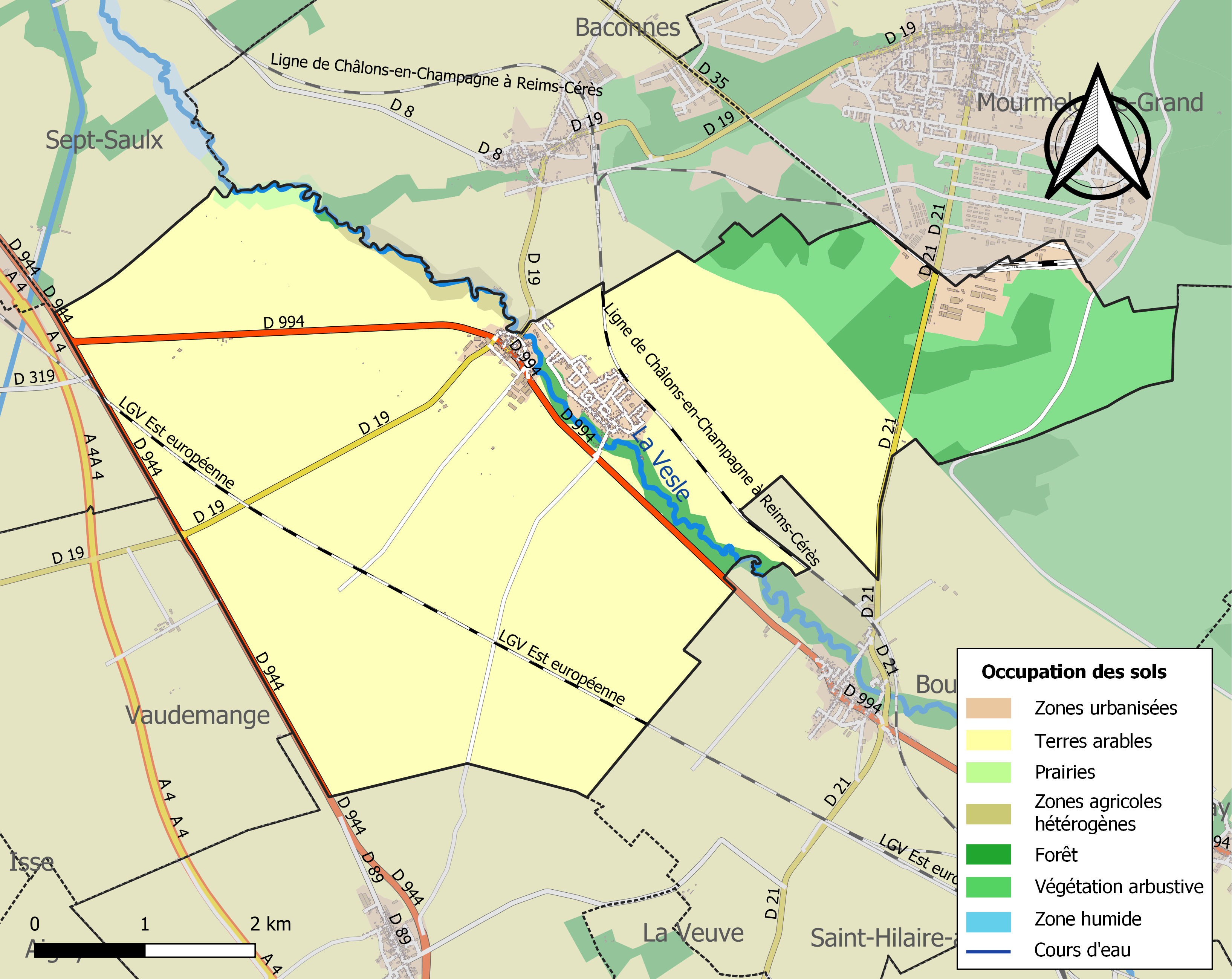
Carte des infrastructures et de l'occupation des sols de la commune en 2018 (CLC).

## Toponymie
Livry est attesté sous les formes Livreium (commencement du XIe siècle) ; Liwreium (1189) ; Livereium (1215) ; Liri (vers 1222) ; Livrei (1263) ; Livri (1334) ; Livry-sur-Vesle.

Livry : vient du latin Liberiacum vers l’an 1024.
Livry est attesté sous les formes Luperciacum (vers 850) ; Louvrecyum (1053) ; Louverceium (1130) ; Louverceium (1145) ; Loverceium (1186) ; Louverci (vers 1252) ; Louvrecy (1303-1312).

Louvercy : Vient du latin Luperciacum, du nom d’un homme Lupercius.

## Histoire
La plus grande partie des éléments présentés ci-dessous est parue dans différents bulletins municipaux[réf. incomplète].
Archéologie
- Grotte datant du Néolithique[21]. Une grotte a été découvert en mars 1893. L'instituteur de Livry-sur-Vesle, M. Hazin, en informa M. Émile Schmit qui procéda à la fouille. Il découvrit une grotte de 3,20 × 1,80 m et de 1,20 m de haut à laquelle on accédait par un couloir en pente raide de 6 mètres de long sur 0,60 mètre de large. Il y trouva neuf squelettes (dont un d'enfant) et des silex taillés. Tous les crânes ont été offerts à l'École d'Anthropologie de Paris par M. Émile Schmit.

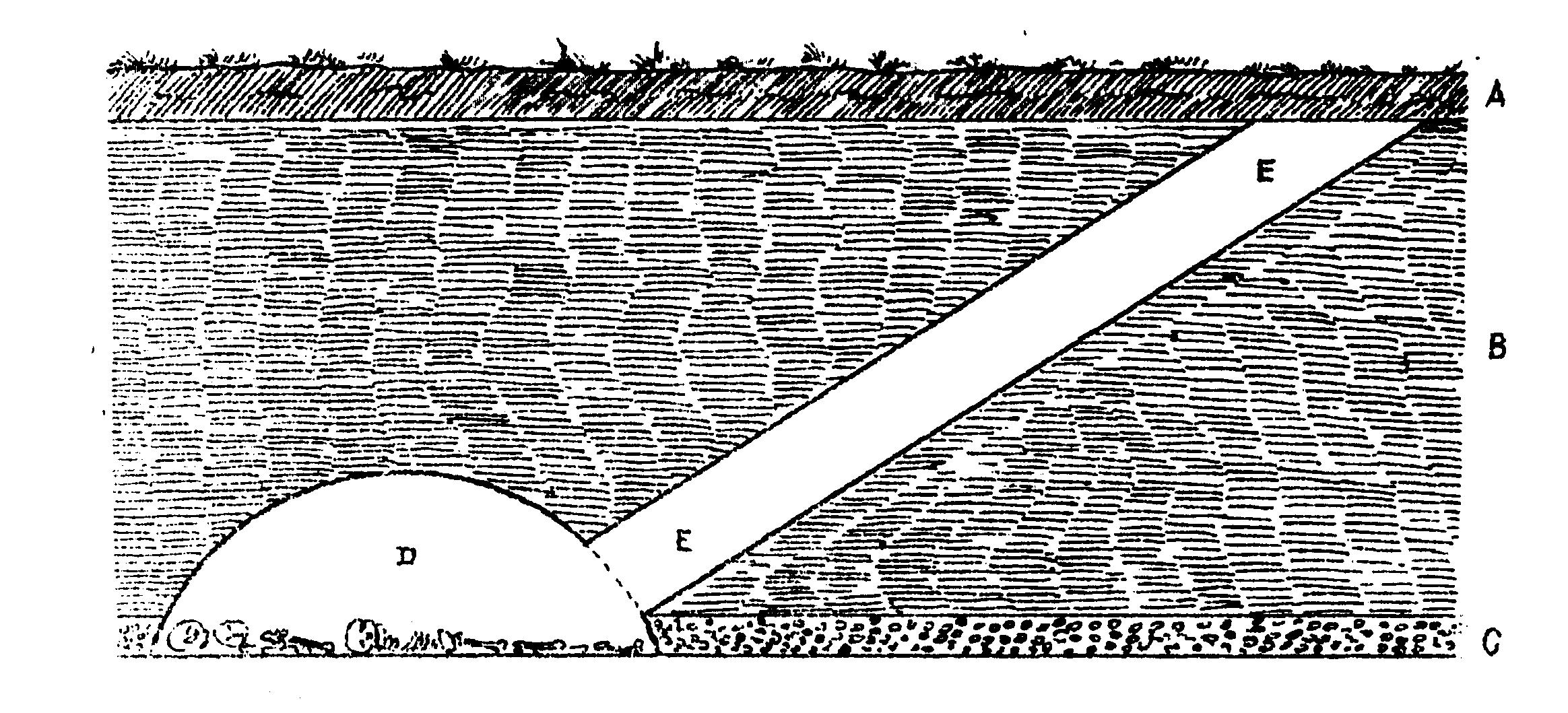
Plan de la grotte.
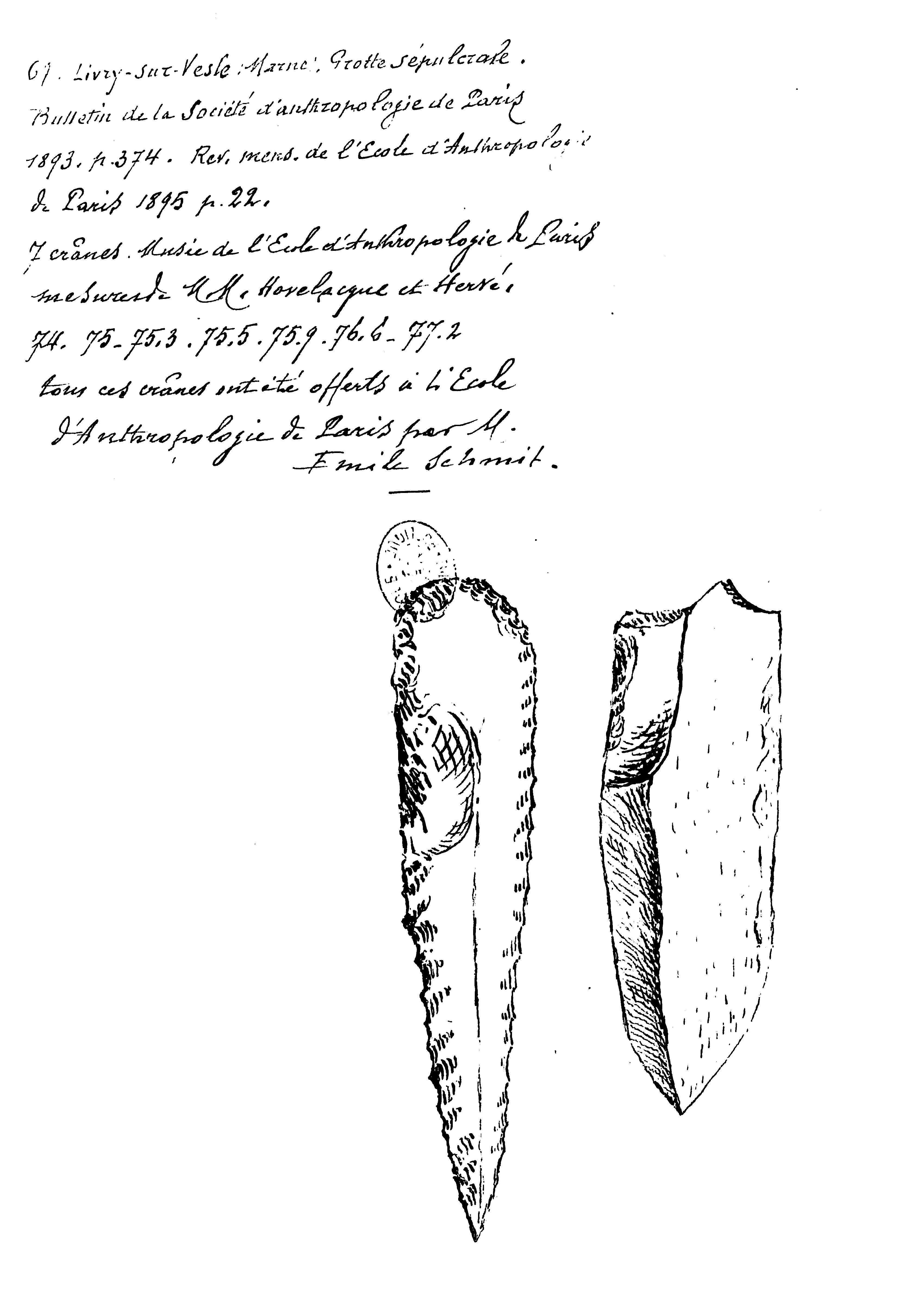
Dessin des silex.
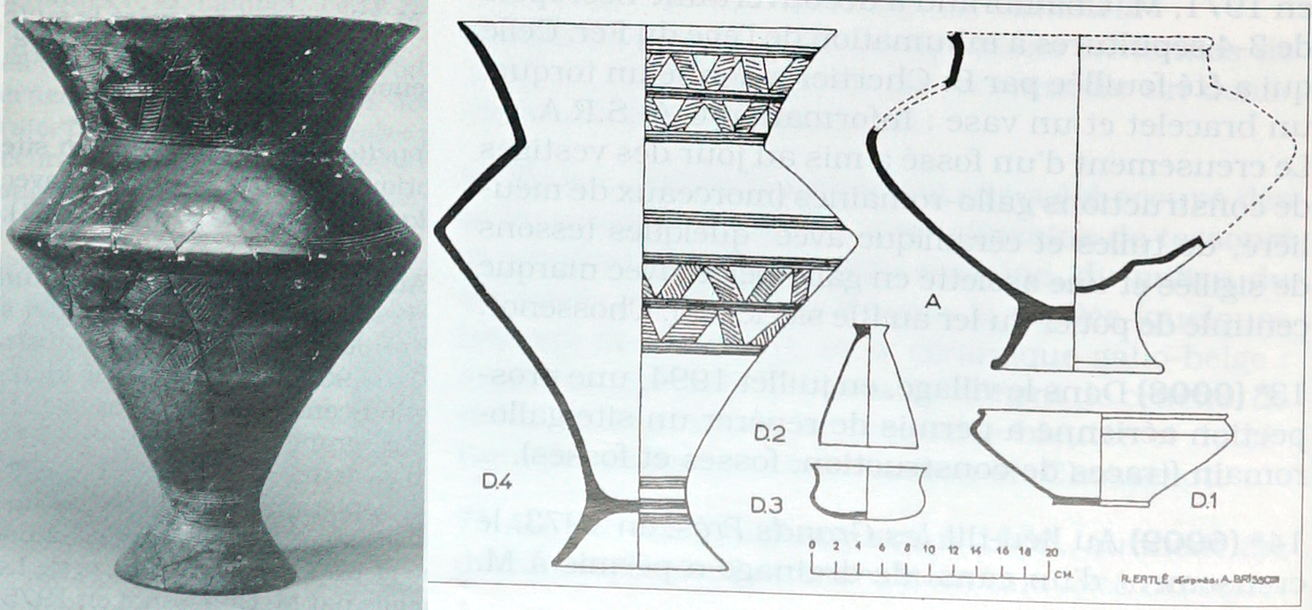
Vases de la tombe à char.

- Tombe à char (une dépêche de l'AFP du 12 septembre 2006 nous informe qu'une tombe à char vient  d'être retrouvée lors de fouilles d'archéologie préventive avant la construction d'un lotissement). L'Institut national de recherches archéologiques préventives (Inrap) devrait prochainement communiquer sur cette découverte. De la même époque furent découverts plusieurs fana.
- Habitat gallo-romain au camp Dameron occupé entre le Ier et le IVe siècle qui serait un habitat[22] en relation avec la route Durocortorum Tullum.
- Four de potier.

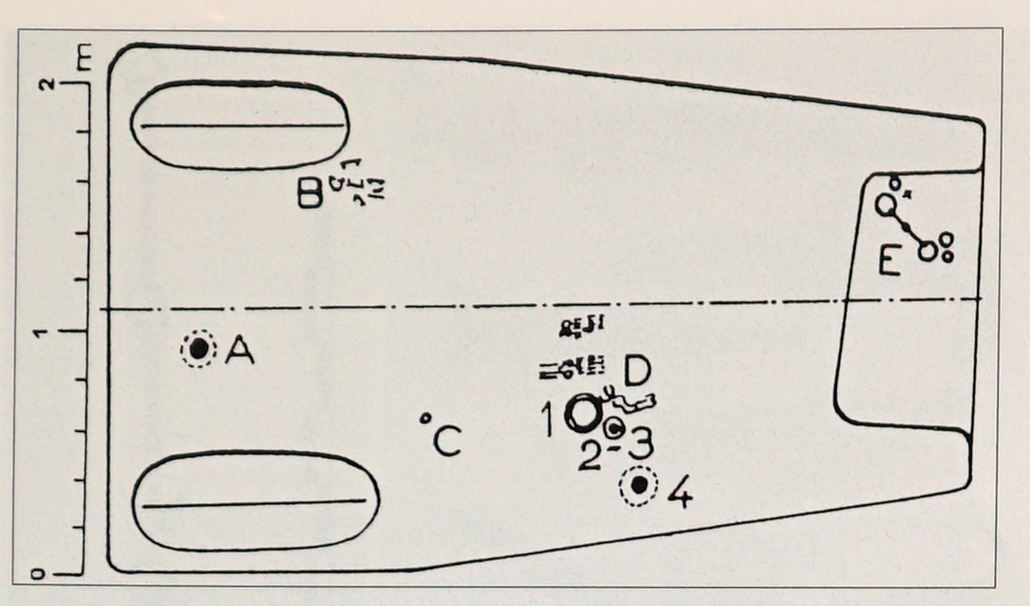
Tombe à char,
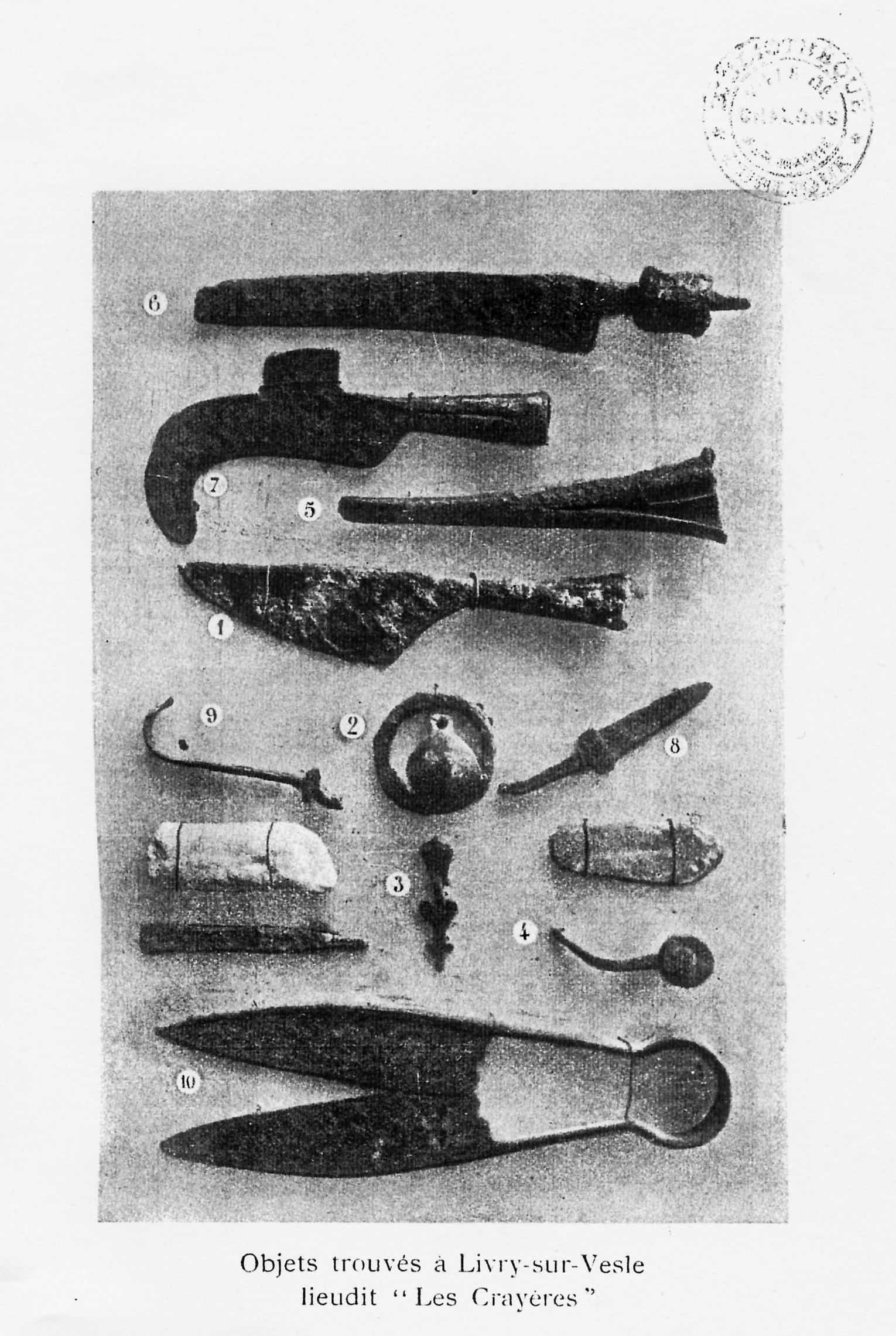
Objets trouvés lors des fouilles.

- Fouilles[23]  pratiquées en septembre 1920 au lieu-dit  les Crayères  plus communément appelé  la Provence  par Octave Maurice. Plusieurs objets datant des derniers jours de l'occupation romaine dans  les Gaules  ont été mis au jour. Ces objets ont vraisemblablement constitué un ensemble d'outils appartenant à un gardien de troupeaux. Parmi eux, on dénombre :

1. une houlette (no 1) ;
2. des pierres à aiguiser ;
3. une fibule (no 3) ;
4. une serpe (no 6) ;
5. des forces à tondre (no 10) etc.

- Livry et Louvercy avant la Première Guerre mondiale<ref

Livry et Louvercy avant la Première Guerre mondiale
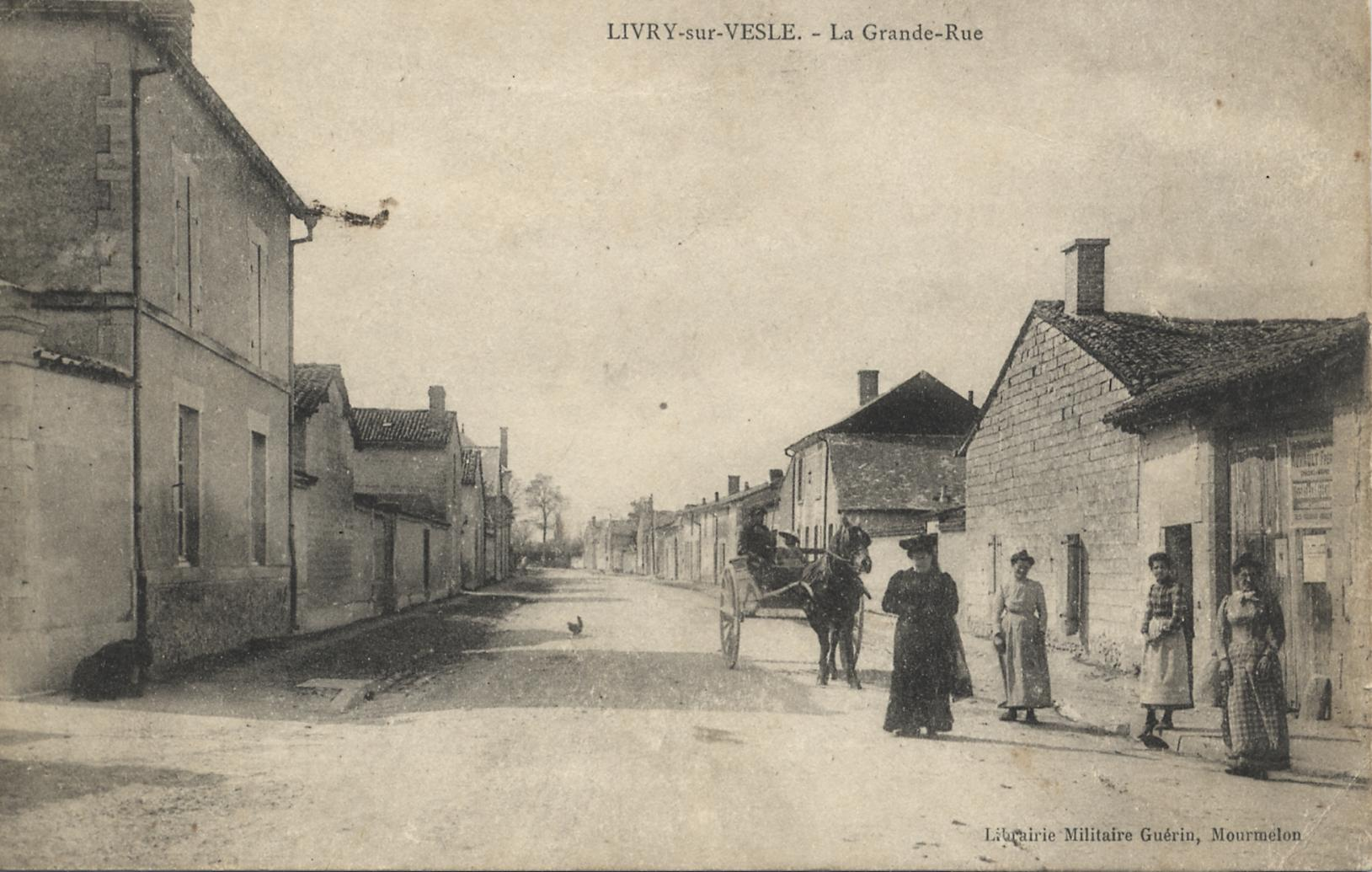
Livry : La grande rue (1907).
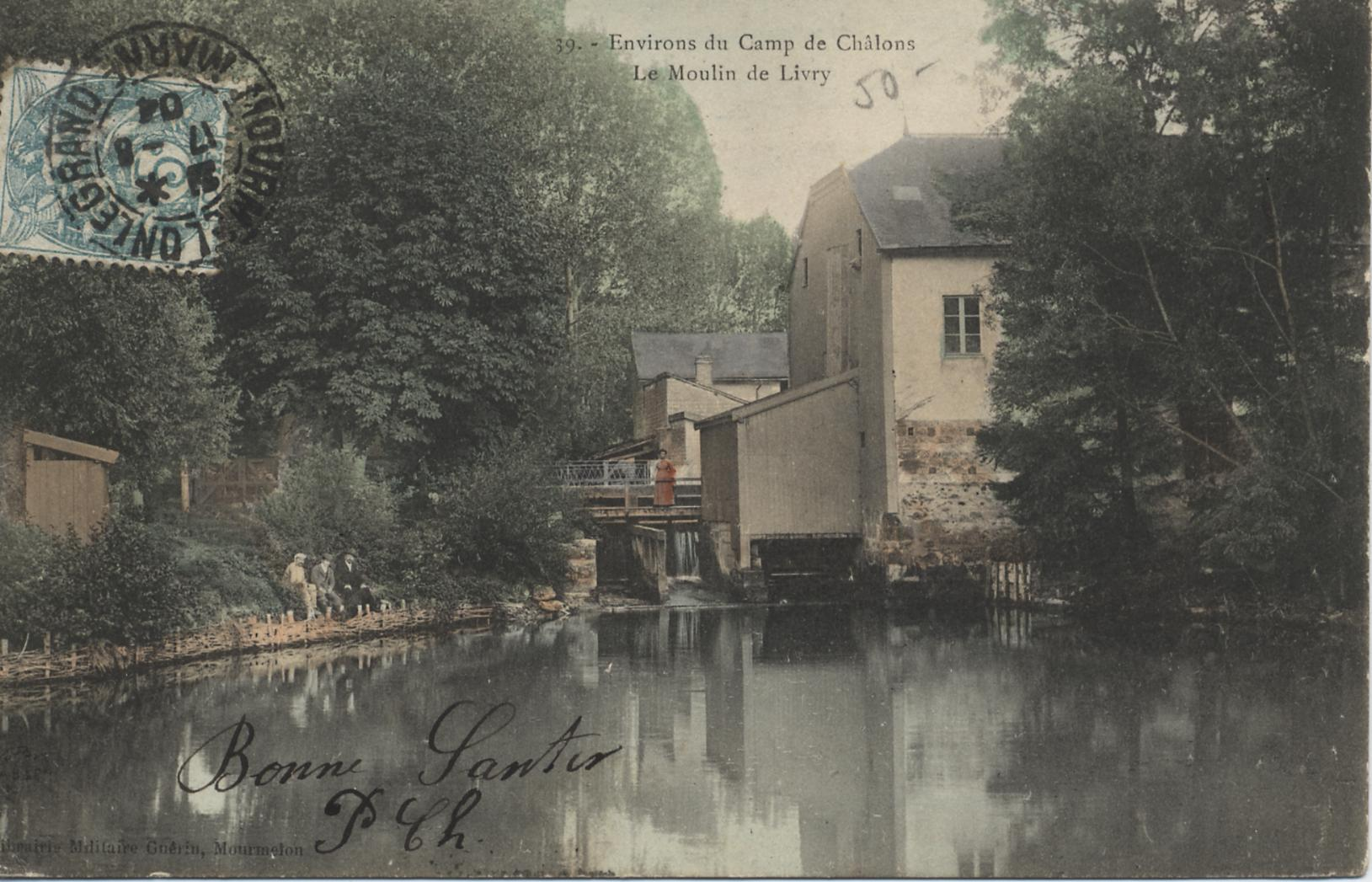
Livry : Le moulin (1904).
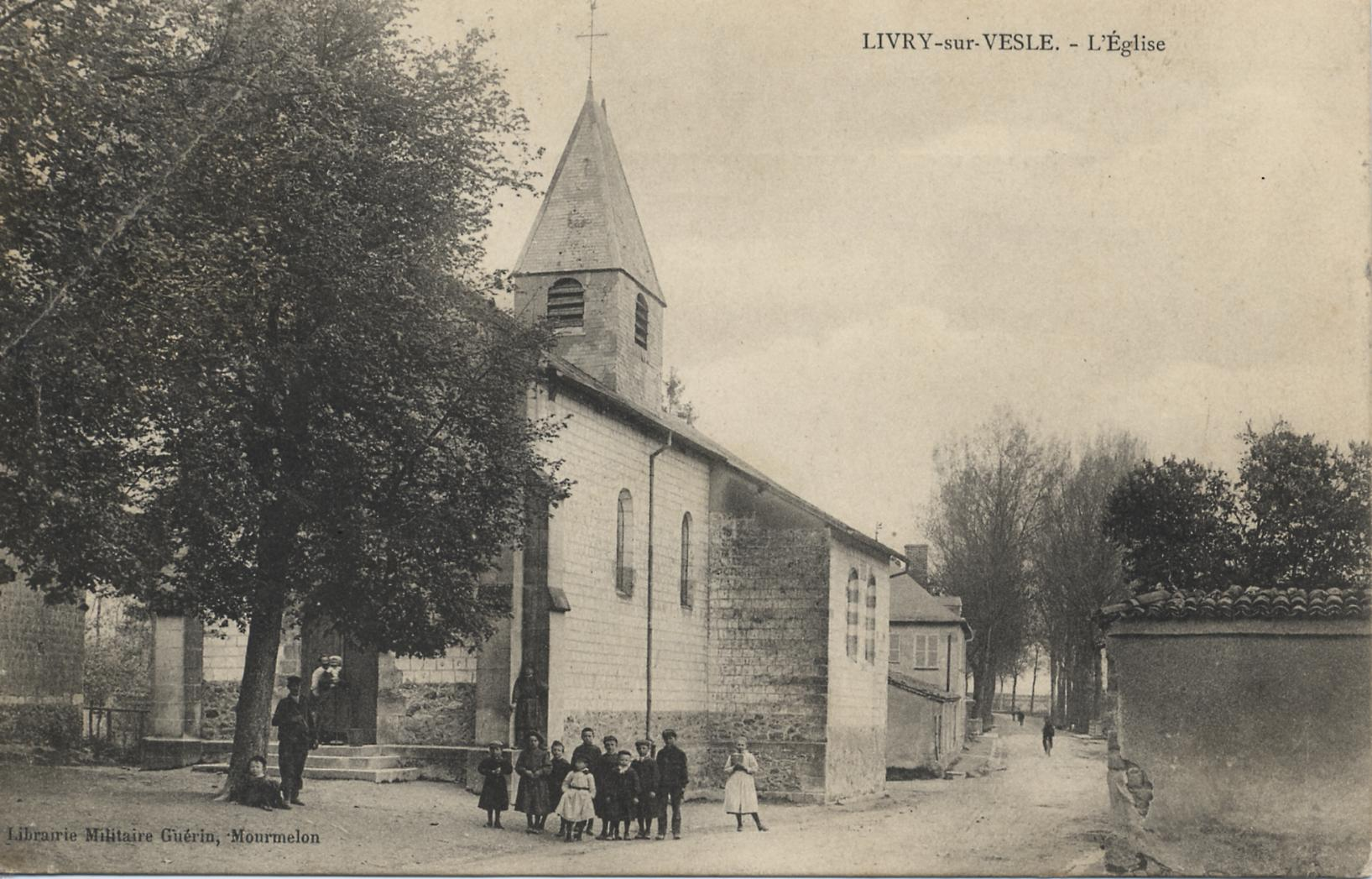
Livry : L'église (1909).
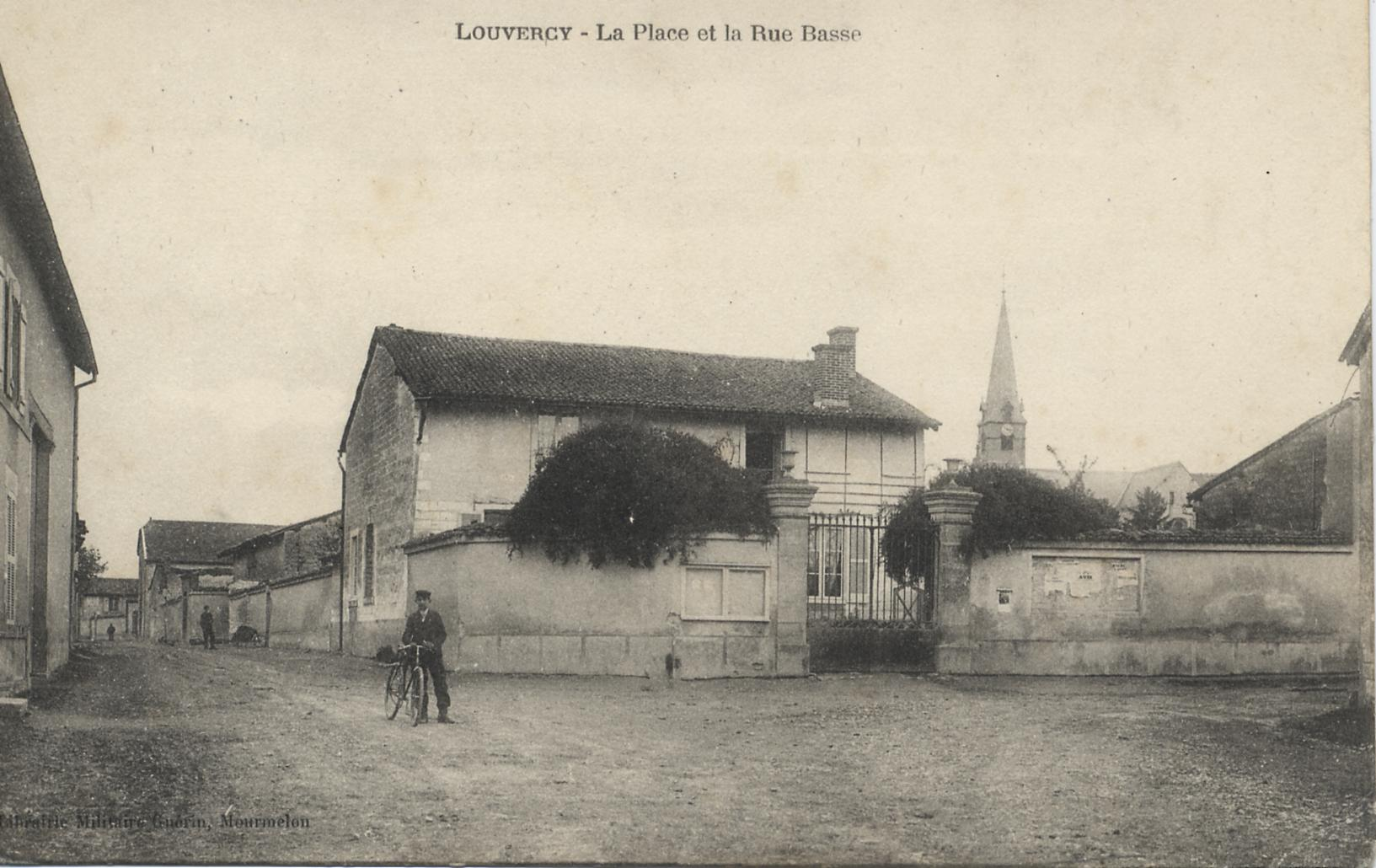
Louvercy : La rue Basse (1906).
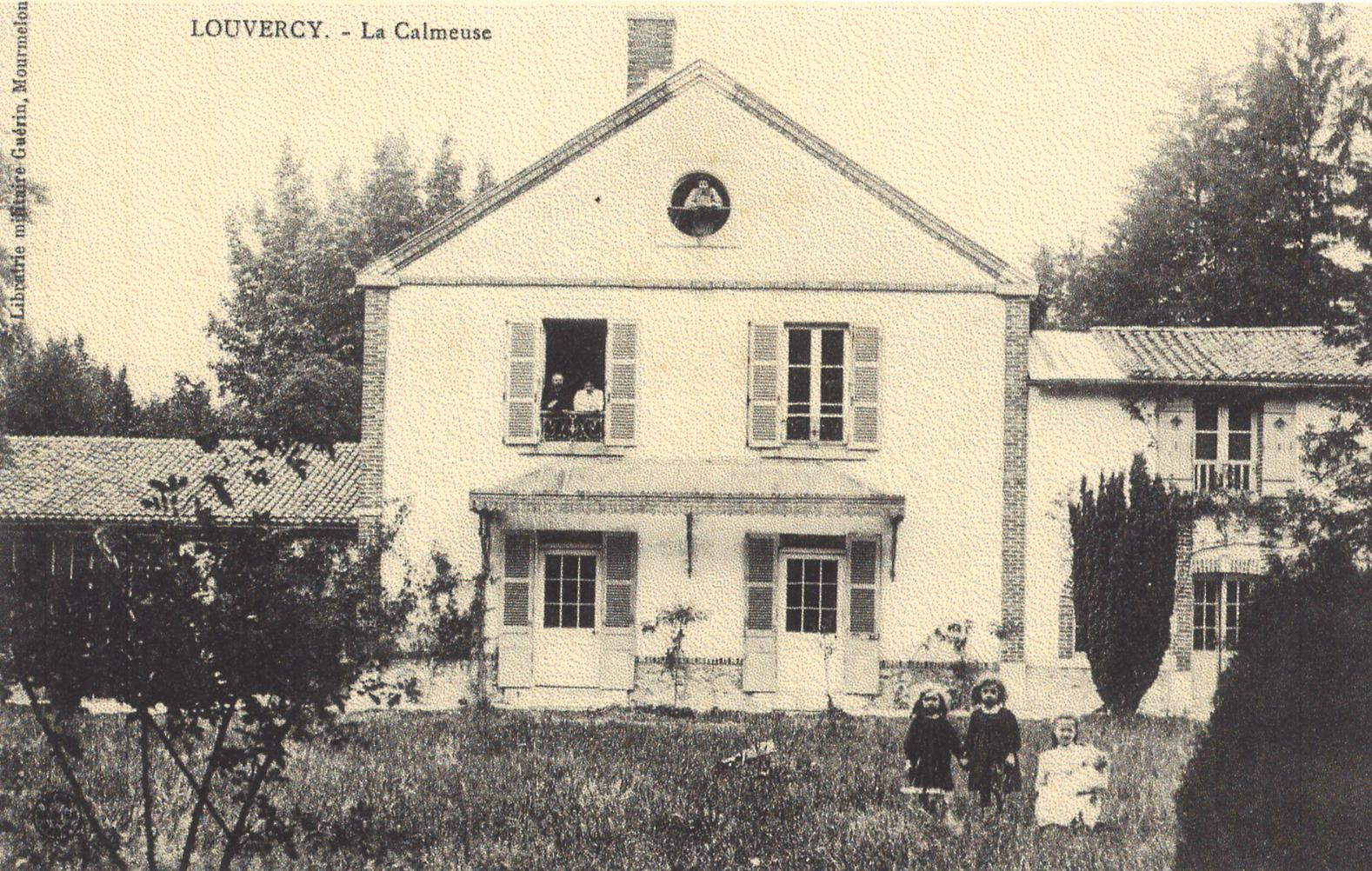
Louvercy : La Calmeuse[24] (?)
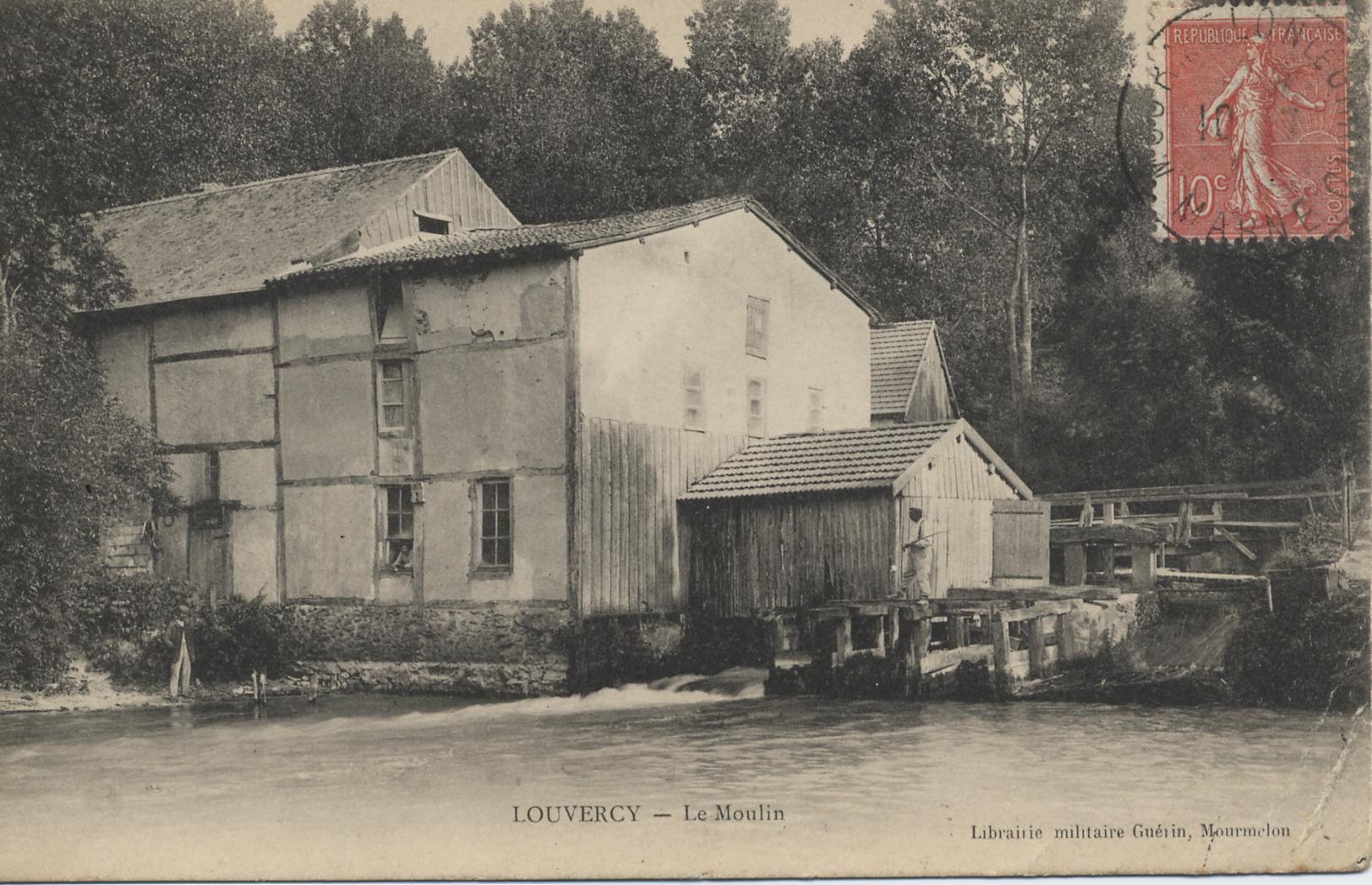
Louvercy : Le moulin (1907).
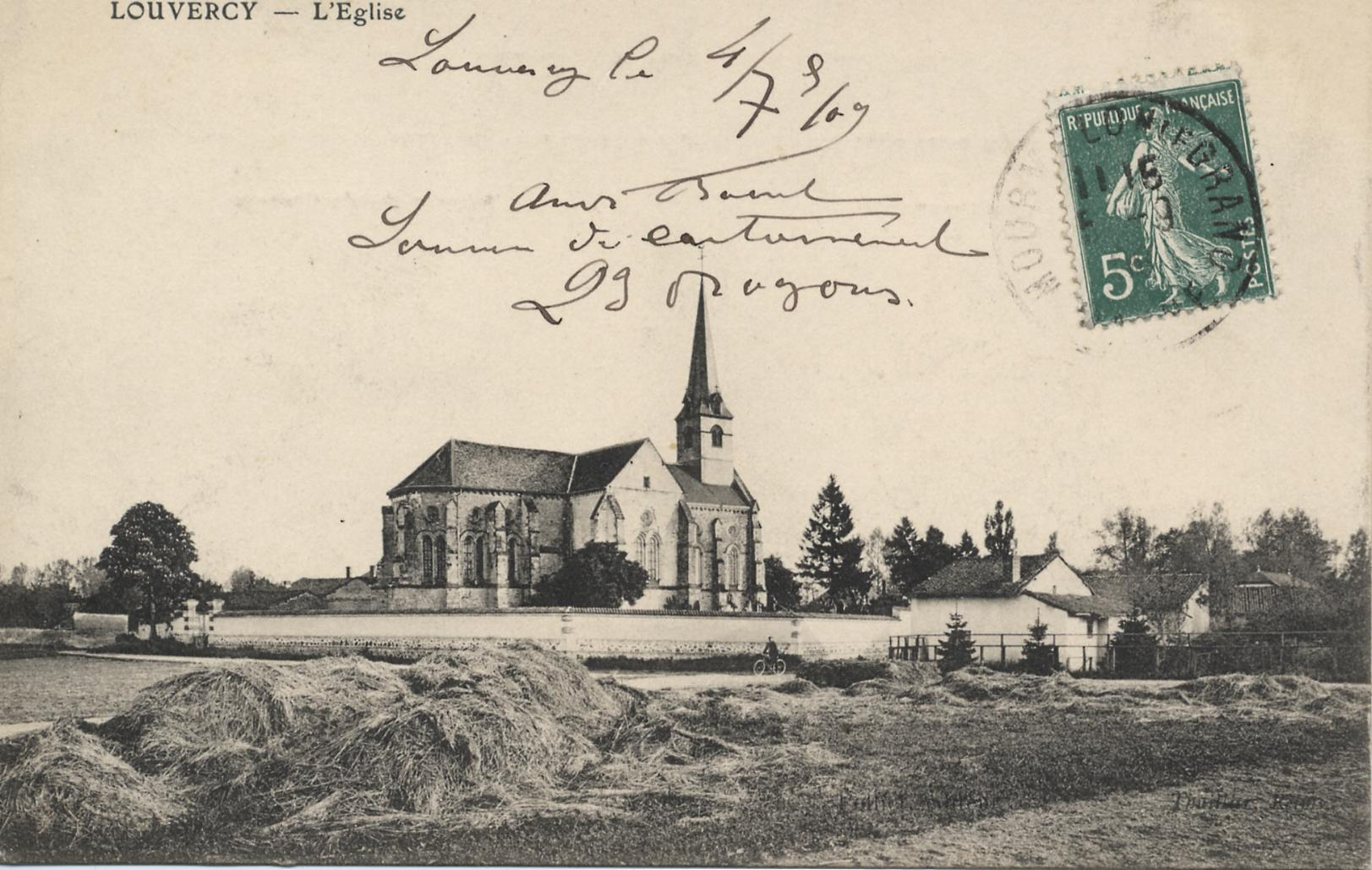
Louvercy : L'église (1909).

Aviation

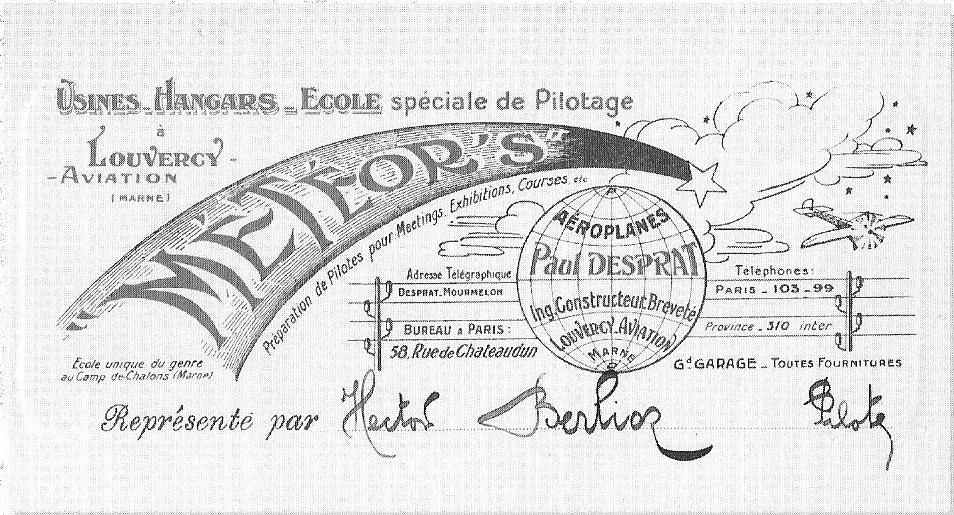
Publicité aéronautique, 1909.

Selon le site municipal, le 30 octobre 1908, c'est  du terrain de Louvercy-Aviation (et non de Bouy comme l’histoire l’a retenu) que Henri Farman décolle et parvient à relier Reims, atterrissant contre le mur d’enceinte du parc Pommery, réalisant ainsi le premier vol « de ville à ville » (c'est-à-dire où le lieu d’atterrissage est déterminé avant le décollage), à une vitesse moyenne de 77 km/h,
Le 28 février 1910, Jorge Chávez Dartnell, dit « Géo Chavez », sur un biplan Farman, parcourt le circuit Mourmelon - Louvercy - Bouy - Mourmelon en 1 h 47.

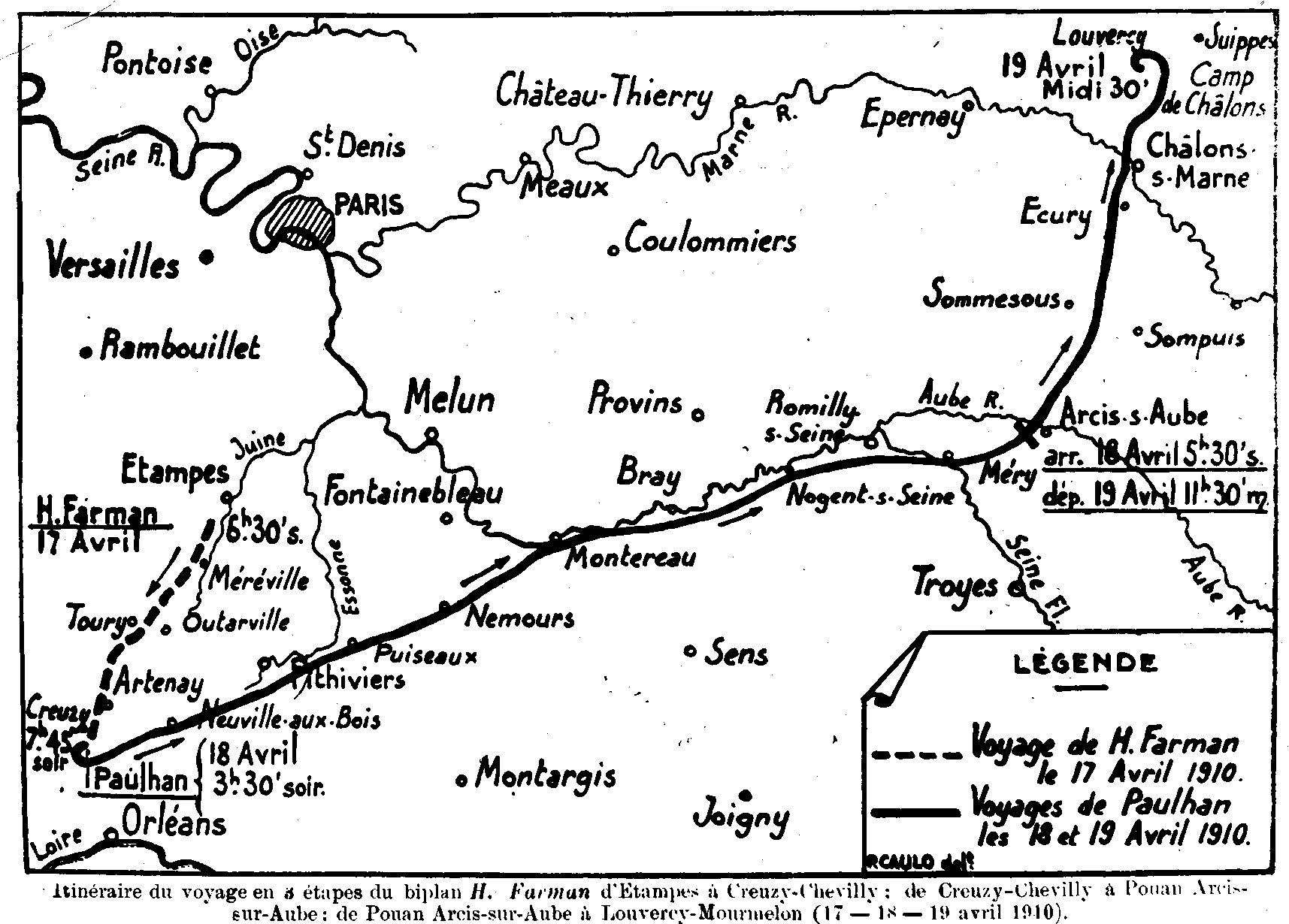

À la suite d’un vol de Henri Farman réalisé entre Étampes (Essonne) et Orléans (Loiret) le 17 avril 1910, Louis Paulhan effectue un vol, avec le même appareil, entre Creuzy, aujourd’hui rattachée à Chevilly (Loiret), et Louvercy, avec une étape à Pouan-les-vallées, à côté d’Arcis-sur-Aube, les 18 et 19 avril 1910.
Le vol d’une distance totale de 270 km s’achève devant les hangars provisoires de l’école Farman (Lesquels avaient été récemment détruits par un cyclone).
Le camp de Châlons a eu une partie aéronautique militaire ce qui attira les constructeurs civils et leurs hangars se trouvaient soit sur la commune de Bouy, de Livry ou de Louvercy ; elle a donc été une commune pionnière de l'aviation, avant même la Première Guerre mondiale.
Première Guerre mondiale
Lors de la première bataille de la Marne, le 1er bataillon du 118ème régiment d’infanterie, composé essentiellement de finistériens, dit bataillon BONTZ, se dirigera sur Louvercy, où il perdra les 2 et 3 septembre 1914, en assurant la défense du cimetière, 1 officier, 2 sous-officiers et 17 soldats, avant de se replier vers Les Grandes-Loges.

Louvercy sera occupé du 3 au 12 septembre 1914, puis libéré par la contre-offensive victorieuse de l’armée française, avec son épisode emblématique des Taxis de la Marne. Le front se stabilisera à quelques kilomètres du village pendant une grande partie de cette guerre.
Les betteraviers flamands

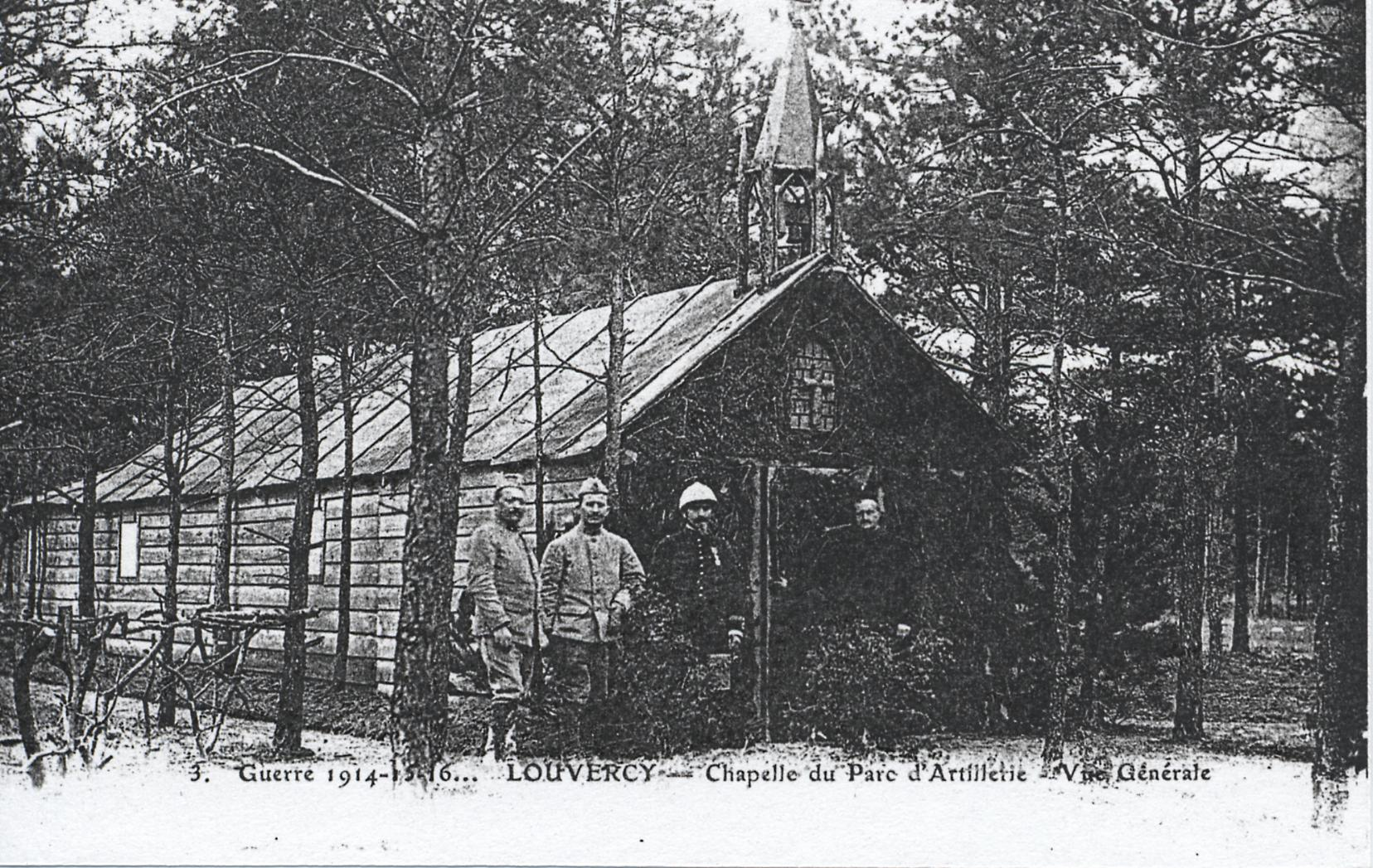
Louvercy : la chapelle du parc d'artillerie (1914-15-16).

La culture de la betterave à sucre se développe dans la région et, dès 1840, des ouvriers saisonniers sont embauchés deux fois par an pour sa culture.
Après la Seconde Guerre mondiale, à cause du chômage, 800 habitants de la ville flamande de Koekelare  viennent effectuer cette culture dans la région, et un certain nombre à Livry-Louvercy, jusqu'en 1961 pour arracher les betteraves, jusqu’en 1970 pour les démarier. Cette immigration de travail cesse alors avec l'amélioration des techniques agricoles, mais de solides amitiés ont été créées.
En 1993, M. Walter Holvoet, bourgmestre de Koekelare, entend parler d’un arbre en plein champ qui abritait souvent les betteraviers lors des pauses, et avec la municipalité de Sylvain Forge, une plaque commémorative est apposée sur l'arbre en juillet 1993.
« En 1999, on installa deux monuments sur la place du village, une statue ainsi qu’une stèle gravée à la mémoire des betteraviers flamands. La statue sculptée par un artiste flamand, M. Vermandere, représente un betteravier au travail avec un dos à la courbure douloureuse et deux mains puissantes touchant la terre ».
La fusion
En 1963, les communes de Livry-sur-Vesle (215 habitants, 1289 hectares)  et de Louvercy (132 habitants, 1718 hectares), éloignée d'environ un kilomètre décident la construction d'un groupe scolaire commun. À l'instigation du secrétaire général de la préfecture de la Marne, M. Ravel, puis de son successeur, M. Labarre, les deux municipalités décident de s’unir pour fondre leurs efforts.
Après votes unanimes des conseils municipaux en février et mars 1964 est décidée la fusion des anciennes communes par un arrêté préfectoral du 17 avril 1964 qui a pris effet le 1er septembre 1964. Le 1er juillet 1964 le conseil municipal de la nouvelle commune de Livry-Louvercy élit son premier maire, Adrien Coilliot, jusqu'alors maire de Livry-sur-Vesle. Son homologue, André Dez, ex-maire de Louvercy, devient premier maire-adjoint de  Livry-Louvercy.

## Politique et administration

### Rattachements administratifs et électoraux
Rattachements administratifs
La commune se trouve depuis 1926 dans l'arrondissement de Châlons-en-Champagne du département de la Marne.
Elle faisait partie depuis 1801 du canton de Suippes. Dans le cadre du redécoupage cantonal de 2014 en France, cette circonscription administrative territoriale a disparu, et le canton n'est plus qu'une circonscription électorale.
Rattachements électoraux
Pour les élections départementales, la commune fait partie depuis 2014 du canton de Mourmelon-Vesle et Monts de Champagne
Pour l'élection des députés, elle fait partie de la quatrième circonscription de la Marne.

### Intercommunalité
Livry-Louvercy était membre de la communauté de communes de la Région de Mourmelon, un établissement public de coopération intercommunale (EPCI) à fiscalité propre créé fin 2001 et auquel la commune a transféré un certain nombre de ses compétences, dans les conditions déterminées par le code général des collectivités territoriales.
Celle-ci fusionne le 1er janvier 2017 au sein de la communauté d'agglomération de Châlons-en-Champagne, dont est désormais membre la commune.

### Liste des maires
| Période                                  | Période                   | Identité           | Étiquette | Qualité                         |
| ---------------------------------------- | ------------------------- | ------------------ | --------- | ------------------------------- |
| Les données manquantes sont à compléter. |                           |                    |           |                                 |
| 1964                                     |                           | Adrien Coillot     |           | Agriculteur                     |
| Les données manquantes sont à compléter. |                           |                    |           |                                 |
| avant 1988                               | juin 1995                 | Sylvain Forge      |           |                                 |
| juin 1995                                | mars 2001                 | Jean-Pierre Caspar |           | Instituteur                     |
| mars 2001                                | 2014                      | Daniel Gougelet    |           | Agriculteur                     |
| 2014                                     | En cours (au 26 mai 2020) | Pascal Marchand    |           | Réélu pour le mandat 2020-2026, |

## Population et société

### Démographie
L'évolution du nombre d'habitants est connue à travers les recensements de la population effectués dans la commune depuis 1793. Pour les communes de moins de 10 000 habitants, une enquête de recensement portant sur toute la population est réalisée tous les cinq ans, les populations de référence des années intermédiaires étant quant à elles estimées par interpolation ou extrapolation. Pour la commune, le premier recensement exhaustif entrant dans le cadre du nouveau dispositif a été réalisé en 2008.

En 2022, la commune comptait 1 083 habitants, en évolution de −2,61 % par rapport à 2016 (Marne : −1,19 %, France hors Mayotte : +2,11 %).
| 1793 | 1800 | 1806 | 1821 | 1831 | 1836 | 1841 | 1846 | 1851 |
| ---- | ---- | ---- | ---- | ---- | ---- | ---- | ---- | ---- |
| 260  | 231  | 266  | 273  | 272  | 290  | 276  | 287  | 290  |

| 1856 | 1861 | 1866 | 1872 | 1876 | 1881 | 1886 | 1891 | 1896 |
| ---- | ---- | ---- | ---- | ---- | ---- | ---- | ---- | ---- |
| 272  | 301  | 287  | 279  | 241  | 222  | 230  | 214  | 204  |

| 1901 | 1906 | 1911 | 1921 | 1926 | 1931 | 1936 | 1946 | 1954 |
| ---- | ---- | ---- | ---- | ---- | ---- | ---- | ---- | ---- |
| 205  | 194  | 197  | 178  | 183  | 184  | 199  | 207  | 231  |

| 1962 | 1968 | 1975 | 1982 | 1990 | 1999 | 2006 | 2008 | 2013  |
| ---- | ---- | ---- | ---- | ---- | ---- | ---- | ---- | ----- |
| 215  | 356  | 350  | 461  | 865  | 797  | 834  | 845  | 1 100 |

| 2018  | 2022  | - | - | - | - | - | - | - |
| ----- | ----- | - | - | - | - | - | - | - |
| 1 092 | 1 083 | - | - | - | - | - | - | - |

Les données antérieures à 1964 concernent la seule population de l'ancienne commune de Livry, ceux postérieurs concernent Livry-Louvercy.

### Enseignement
La commune dispose en 2020 d'une école publique dotée d'une cantine et d'un accueil périscolaire.

## Culture locale et patrimoine

### Lieux et monuments
- Église de Louvercy : abside, arcature, chapiteaux, transept XIIIe, le reste XIXe ; XVIIIe, devant se trouve le monument aux betteraviers belges.
- Église de Livry : abside fin XIIe, le reste XIXe ; toile XVIIIe.
- La commune se trouve sur une partie de la zone naturelle d'intérêt écologique, faunistique et floristique (ZNIEFF) dénommée Vallée de la Vesle de Livry-Louvercy à Courlandon[41].

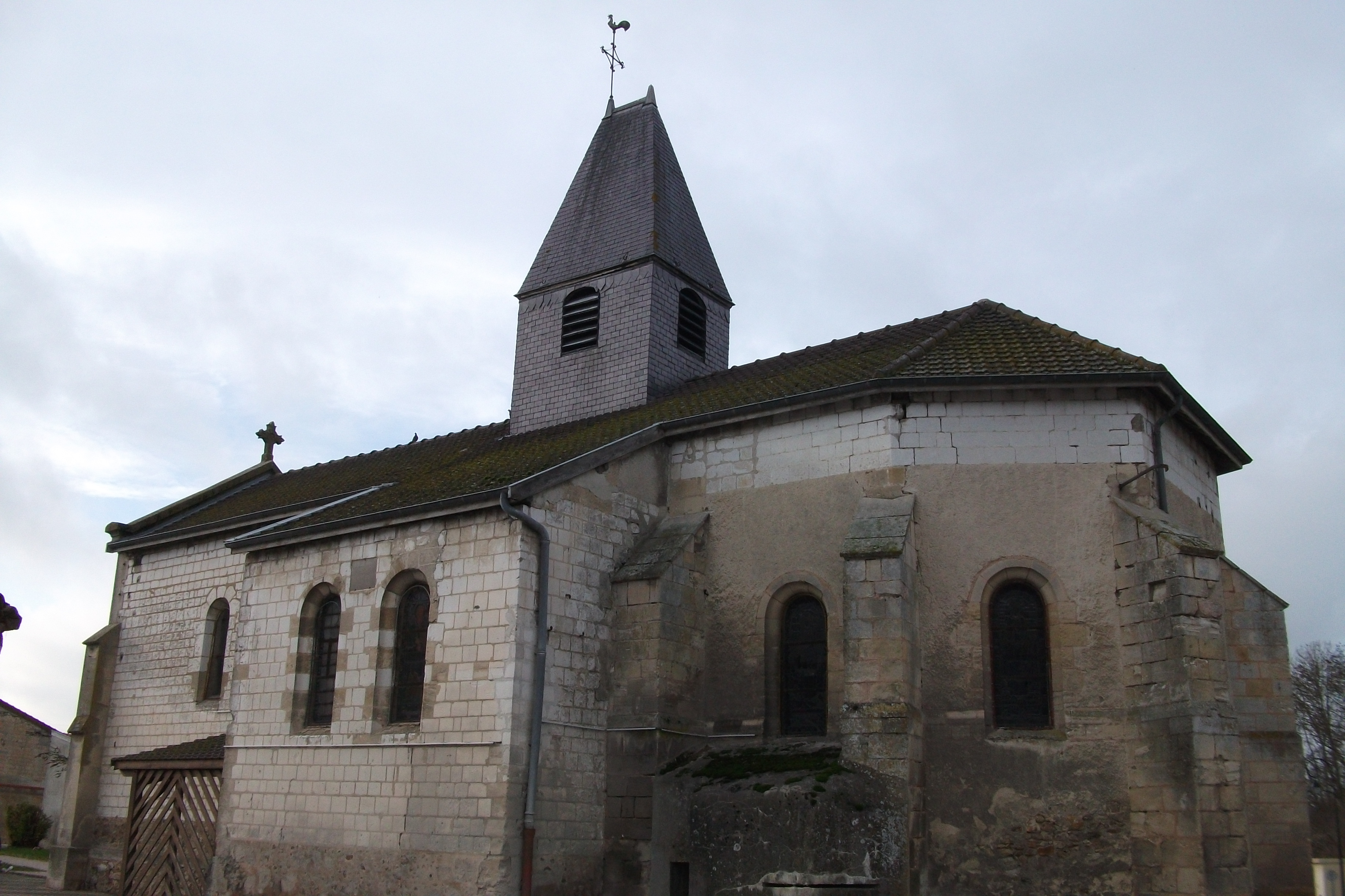
Vue de l'église de Livry, sa casemate avec meurtrière.
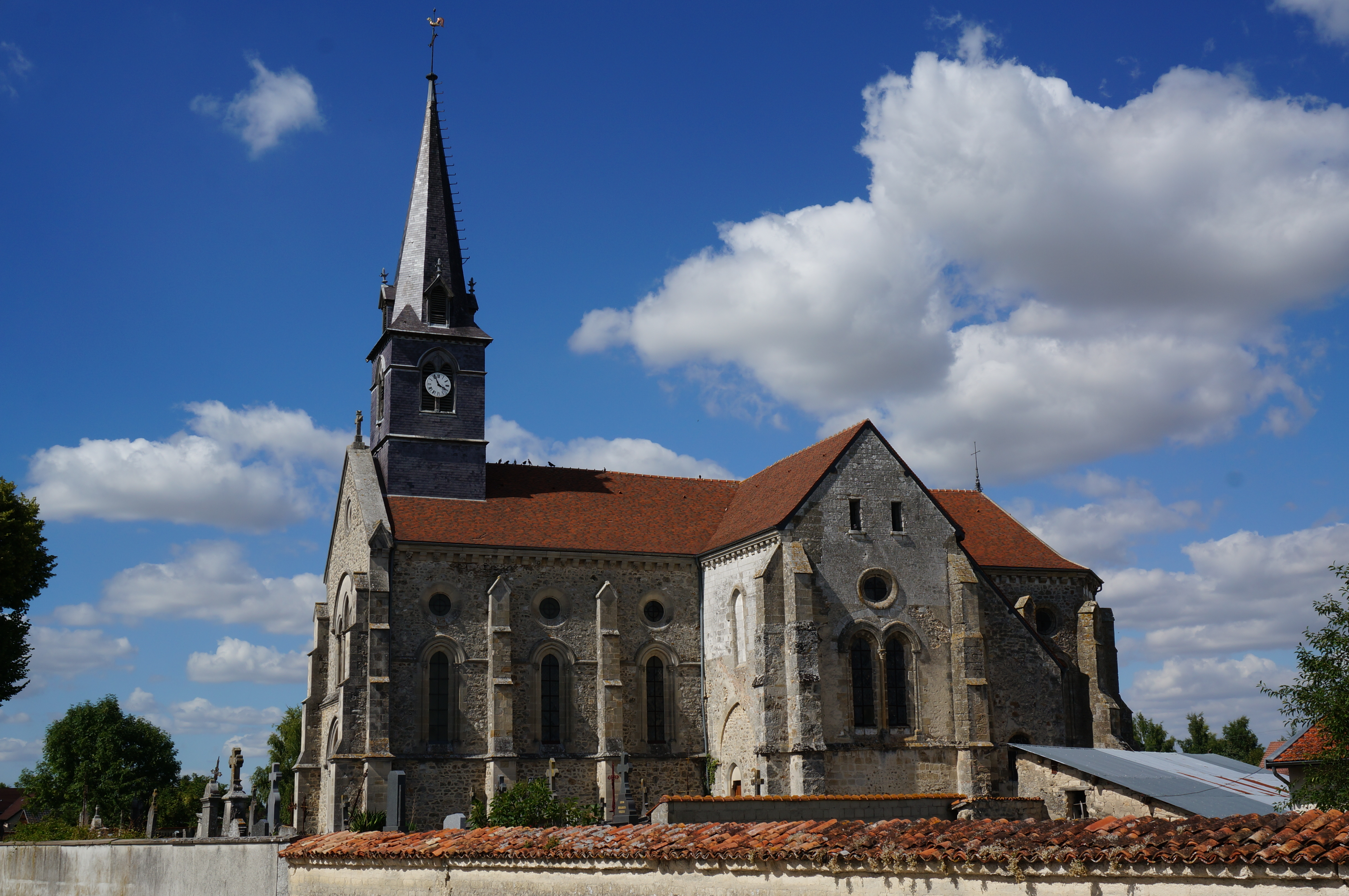
L'église de Louvercy.
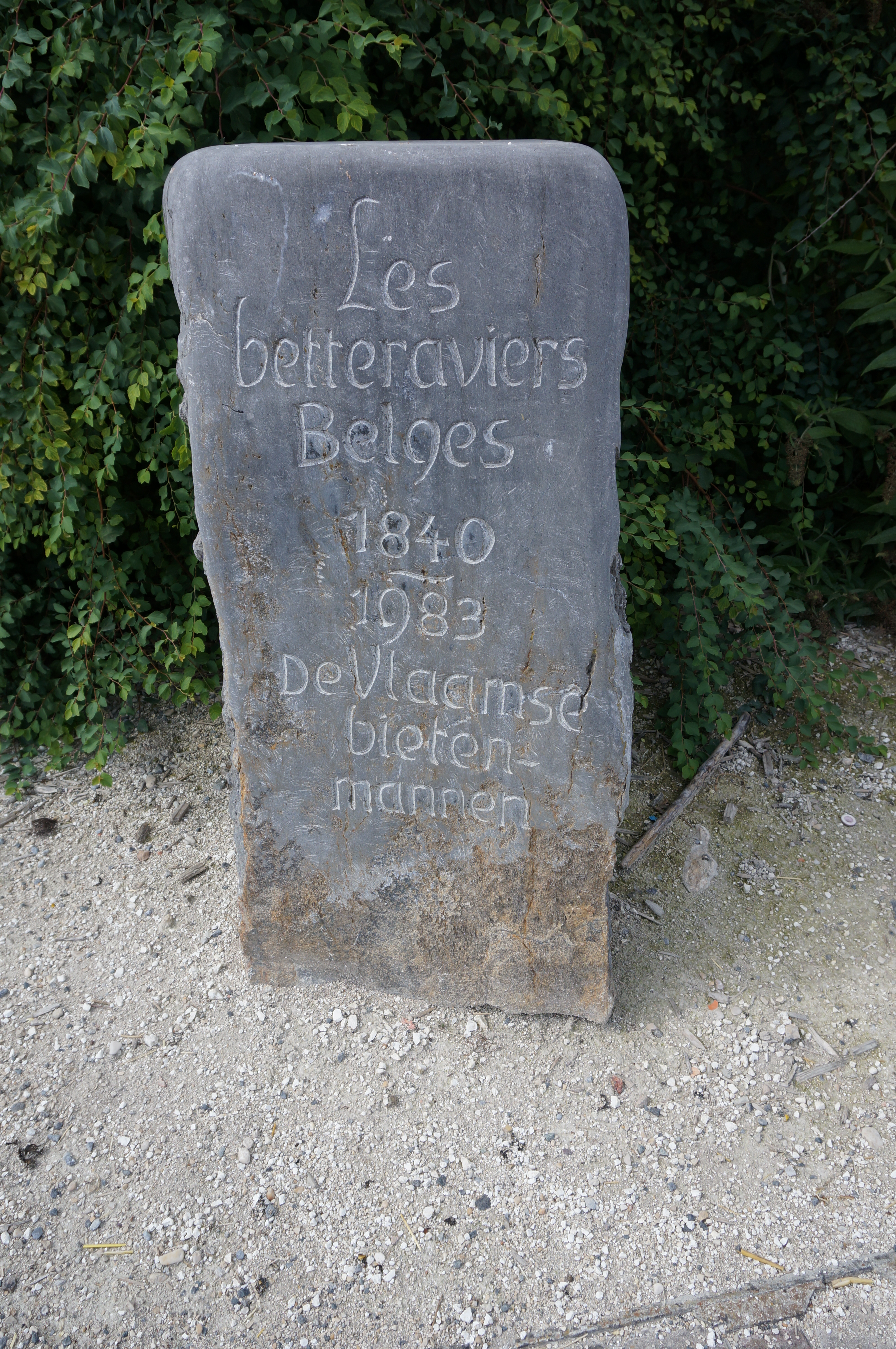
Stèle aux betteraviers belges.
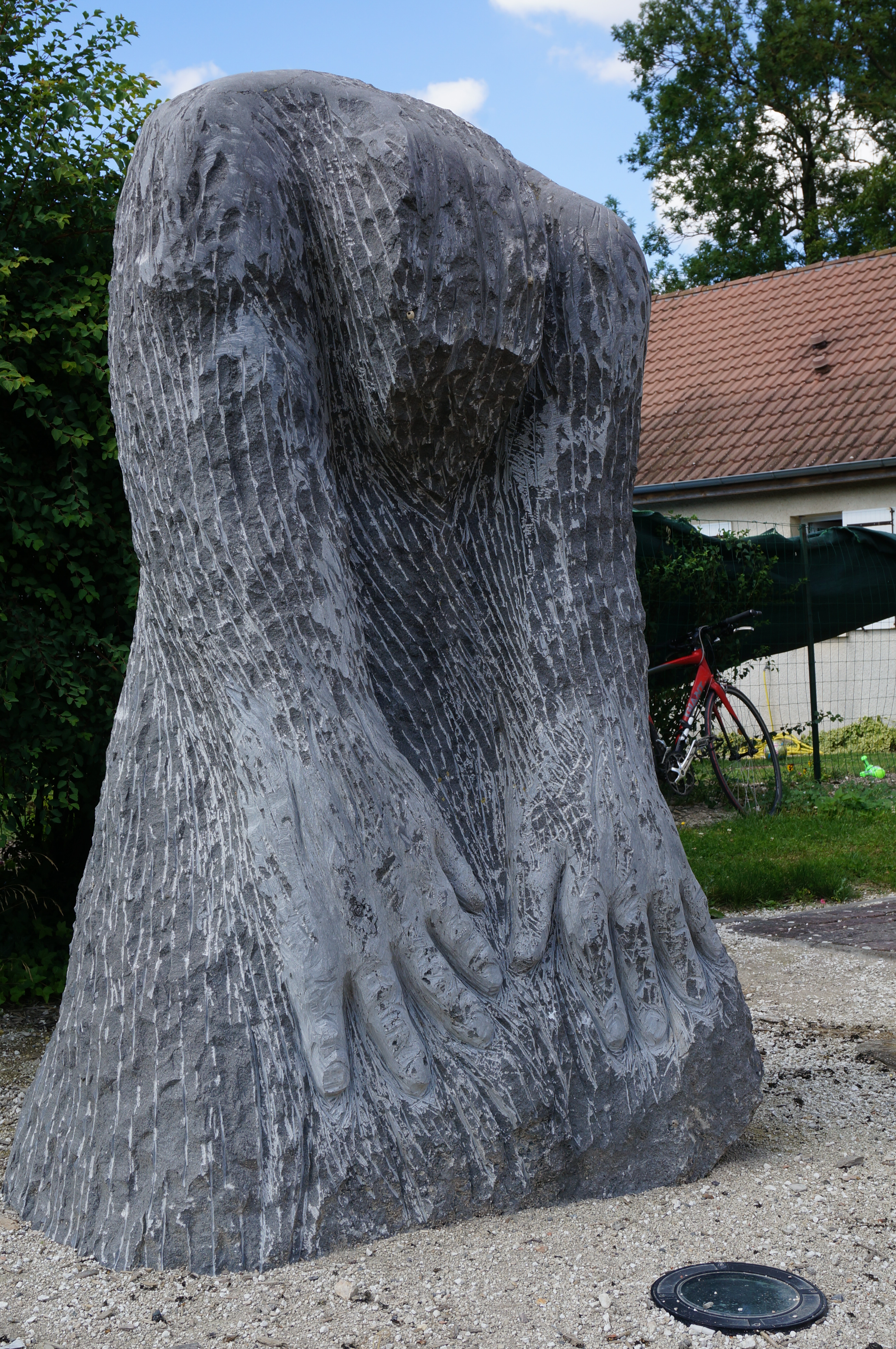
Monument aux betteraviers belges.
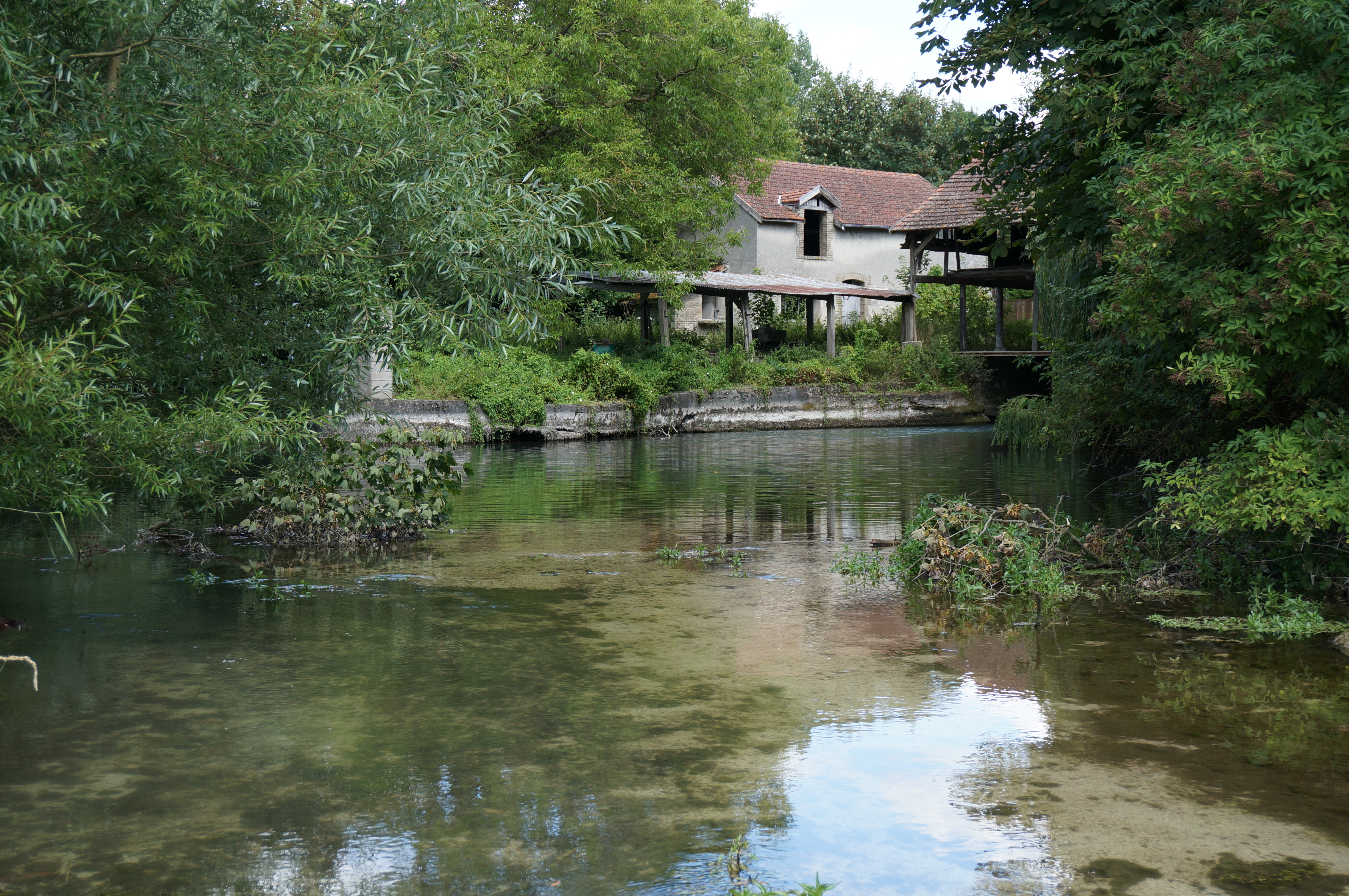
Le moulin de Livry en 2013
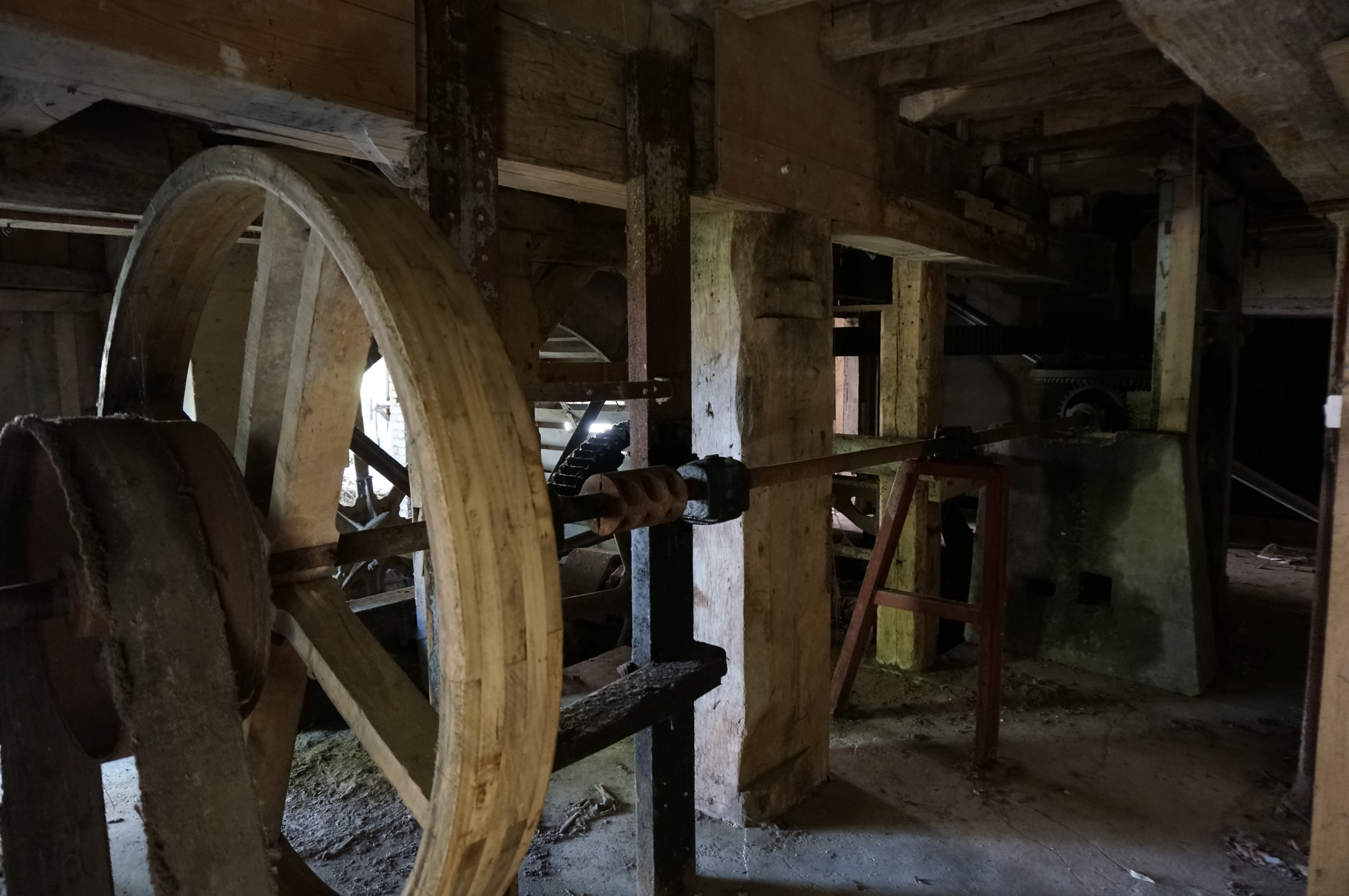
mécanisme du moulin de Livry

### Personnalités liées à la commune
- Henri Farman, pionnier de l'aviation, expérimenta ses premiers vols à Louvercy. Une rue de la commune rappelle sa mémoire.
- Jules Rémy, botaniste et explorateur, né à Mourmelon-le-Grand le 2 septembre 1825, mort à Louvercy en décembre 1893[42].

### Héraldique
Le blason de la commune a été adopté par le conseil municipal en 1996.
Ces armes sont : De gueules à l'épée d'argent garnie d'or et d'une crosse d'évesque de même en sautoir, au chef d'azur chargé de deux anilles d'or, soutenu par une devise ondée d'argent et une champagne d'argent au chef d'azur chargé de deux burelles potencées contre potencées d'or.